# طريق بروير
كان طريق بروير طريقًا يعود للقرن السابع عشر طريق تجاري تستخدمه السفن التي تبحر من رأس الرجاء الصالح إلى جزر الهند الشرقية الهولندية ، باعتبارها الجزء الشرقي من طريق رؤوس الجغرافية الكبرى . أخذ الطريق السفن جنوبًا الذي يقع على خط عرض 34 درجة جنوبًا ) إلى الأربعينيات مزمجرة ، ثم شرقًا عبر المحيط الهندي ، قبل أن يتجه شمال شرقًا إلى جاوة . وهكذا استفادت من الرياح الغربية القوية التي سميت من أجلها الأربعينيات الزاحفة، مما أدى إلى زيادة سرعة السفر بشكل كبير.

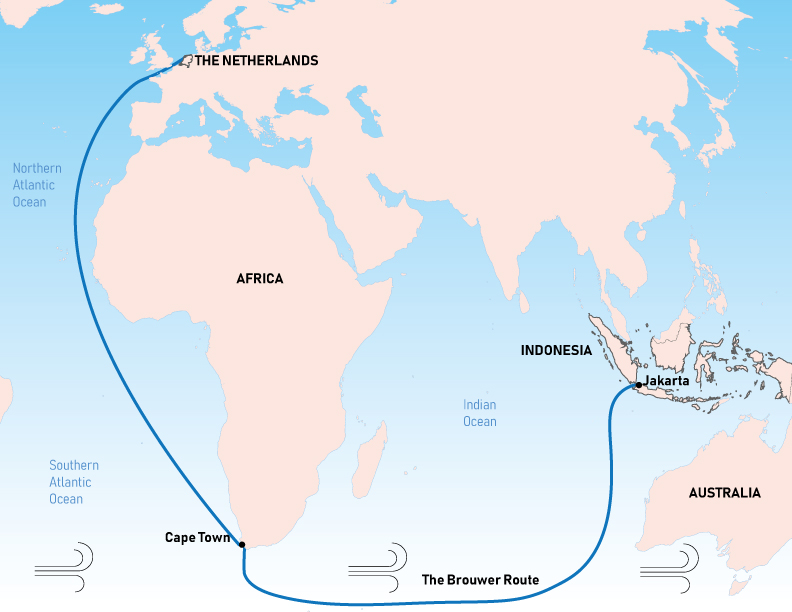
في عصر الشراع ، أدى طريق بروير، الذي ابتكره الملاح الهولندي هندريك بروير في عام 1611 ، إلى تقليل الرحلة بين رأس الرجاء الصالح (مستعمرة كيب الهولندية) إلى جاوة (جزر الهند الشرقية الهولندية) من حوالي 12 شهرًا إلى حوالي 6 أشهر، مقارنة بمسار الرياح الموسمية العربية والبرتغالية السابقة

كانت مشكلة المسار هي عدم وجود طريقة دقيقة، في ذلك الوقت، لتحديد خط الطول ،  إلى أي مدى اتجهت السفينة إلى الشرق. كانت رؤية جزيرة أمستردام أو جزيرة سانت بول هي الإشارة الوحيدة للسفن لتغيير اتجاهها والتوجه شمالًا. ومع ذلك، كان هذا يعتمد على خبرة القبطان. ونتيجة لذلك، تضررت العديد من السفن أو تحطمت بسبب الصخور أو الشعاب المرجانية أو الجزر على رف قاري الغربي لأستراليا ، والتي لم تكن معروفة للأوروبيين في ذلك الوقت.
ابتكر هذا الطريق المستكشف الهولندي هندريك بروير عام 1611 ، ووجد أنه يخفض إلى النصف مدة الرحلة من أوروبا إلى جاوة، مقارنة بطريق الرياح الموسمية العربية والبرتغالية السابقة، والتي تتضمن وتتبع ساحل شرق إفريقيا شمالًا، والإبحار عبر تدور قناة موزمبيق حول مدغشقر ثم عبر المحيط الهندي ، أحيانًا عبر الهند. بحلول عام 1616 ، كان طريق بروير إلزاميًا للبحارة التابعين لشركة الهند الشرقية الهولندية .
بالنسبة لشركة الهند الشرقية البريطانية ، جرب الكابتن همفري فيتزهيربرت في Royal Exchange الطريق في عام 1620 ، والذي أطلقوا عليه اسم الطريق الجنوبي ، واعتقدوا في البداية أنه نجاح كبير، لكن السفينة الإنجليزية الثانية التي تستخدم الطريق، الذي حكم بشكل غير صحيح على خط الطول، أبحر بعيدًا جدًا شرقًا قبل أن يتجه شمالًا، وتم تحطيمه في تريل روكس قبالة ساحل بيلبارا في أستراليا في مايو 1622. ثم تجنب الإنجليز الطريق خلال العقدين التاليين.
لعب طريق بروير دورًا رئيسيًا في الاكتشاف الأوروبي للساحل الغربي لأستراليا . تم تحطيم العديد من السفن على طول الساحل، بما في ذلك Batavia في عام 1629 ، Vergulde Draeck في عام 1656 ، Zuytdorp في عام 1712 ، Zeewijk في عام 1727. في عام 1696 ، استكشف ويليم دي فلامينج الساحل الأسترالي أثناء البحث عن ناجين من Ridderschap van Holland ، التي اختفت عام 1694 وعلى متنها 302 شخصًا. لم يتم العثور على ناجين ولا السفينة.